# Sisters of Avalon
Albums de Cyndi Lauper
Wanna Have Fun
(1996) Merry Christmas… Have a Nice Life
(1998)
Singles
Sisters of Avalon est le cinquième album studio de Cyndi Lauper, sorti en 1996 chez Epic Records.

## Pistes
| No  | Titre                                      | Durée |
| --- | ------------------------------------------ | ----- |
| 1.  | Sisters of Avalon                          | 4:20  |
| 2.  | Ballad of Cleo and Joe                     | 4:00  |
| 3.  | Fall Into Your Dreams                      | 4:45  |
| 4.  | You Don't Know                             | 5:14  |
| 5.  | Love to Hate                               | 3:25  |
| 6.  | Hot Gets a Little Cold                     | 3:37  |
| 7.  | Unhook the Stars                           | 3:56  |
| 8.  | Searching                                  | 4:35  |
| 9.  | Say a Prayer                               | 4:53  |
| 10. | Mother                                     | 4:44  |
| 11. | Fearless                                   | 3:38  |
| 12. | Brimstone and Fire                         | 3:35  |
| 13. | Early Christmas Morning (Japon uniquement) | 5:07  |
| 14. | Lollygagging (Instrumental)                | 0:23  |